# Tillandsia makrinii
Tillandsia makrinii là một loài thuộc chi Tillandsia. Đây là loài đặc hữu của México.